# Nariz del Diablo

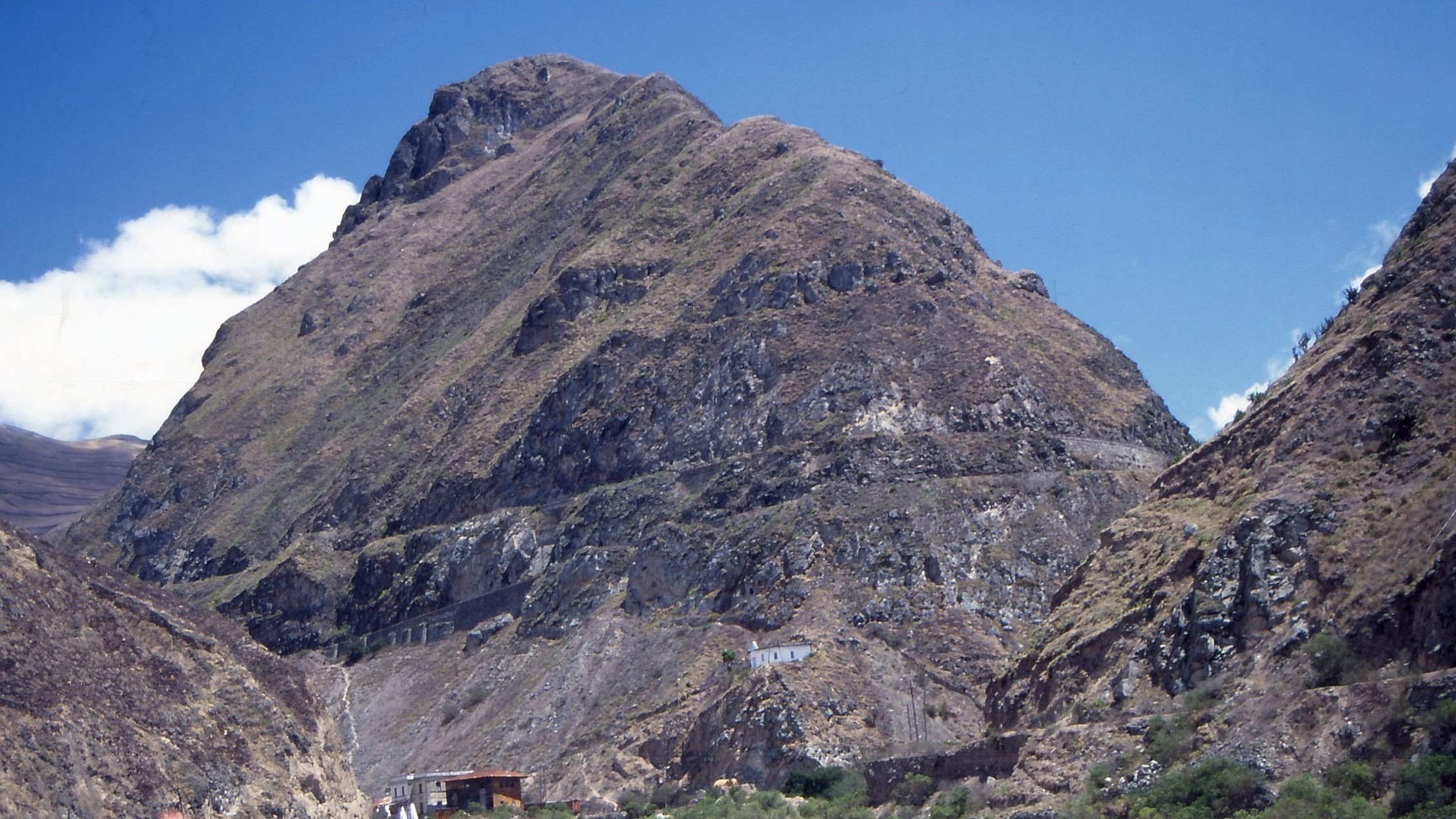
Teufelsnase

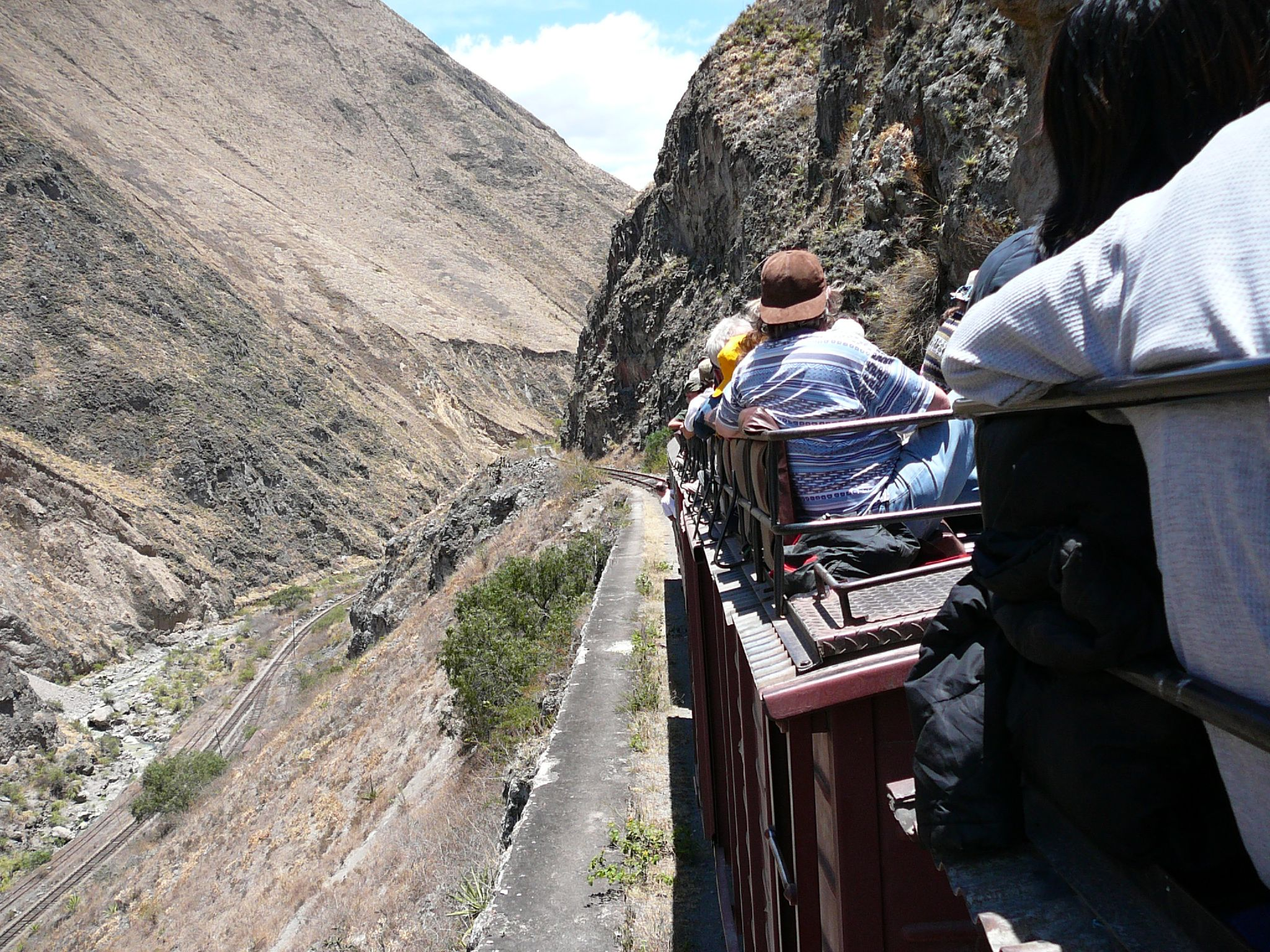
Zugfahrt zur Teufelsnase

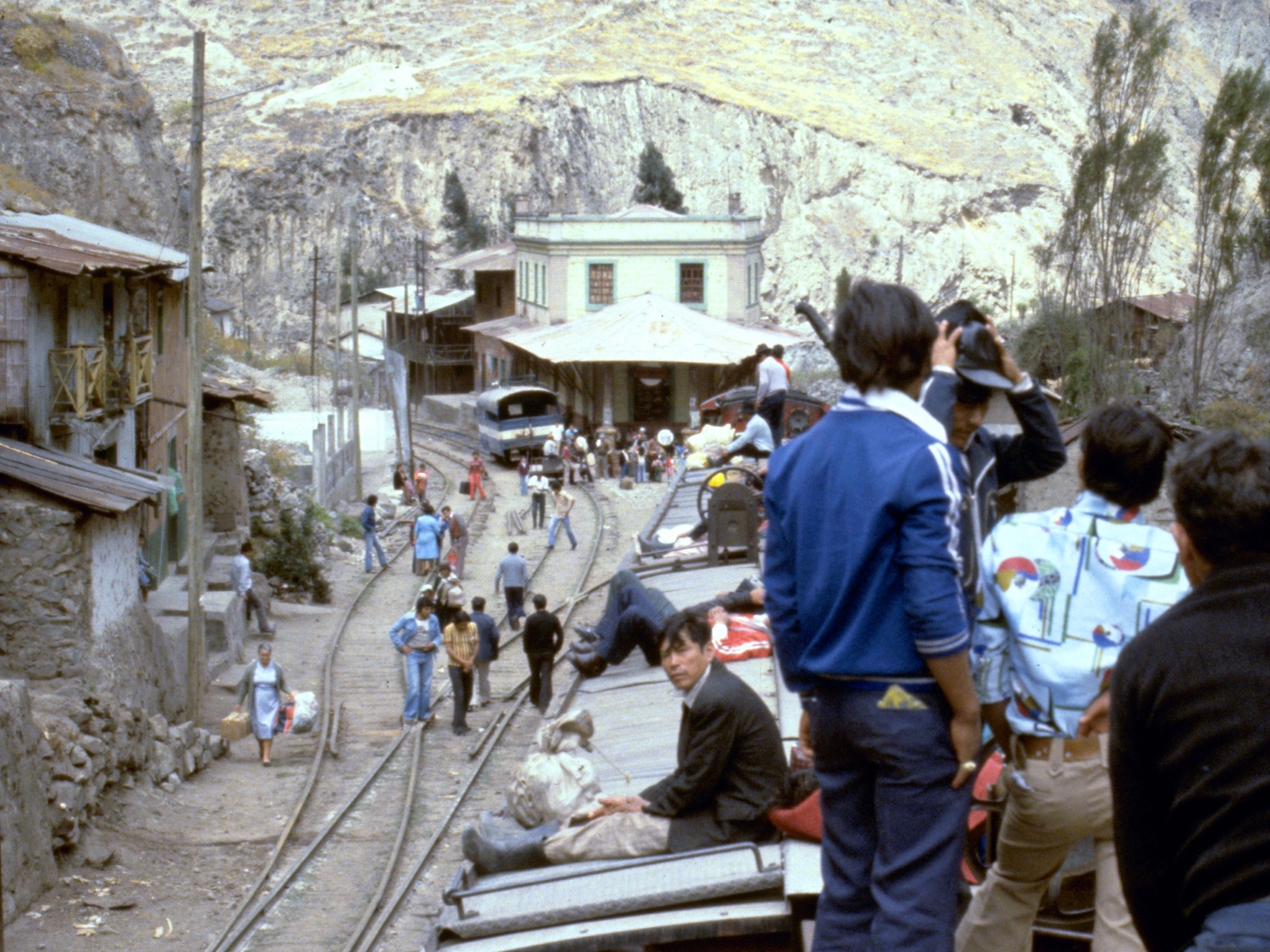
Bahnhof Sibambe am Fuß der Teufelsnase, 1979. Links zweigt die Strecke nach Cuenca ab (autoferro), rechts die Hauptstrecke nach Durán (tren mixto).

La Nariz del Diablo (englisch „devil’s nose“, deutsch „Teufelsnase“; ursprünglich Nariz de Pistishi) ist ein 100 Meter hoher markanter Felsvorsprung über der Schlucht des Rio Chanchán im Bereich des Kirchspiels Pistishi des Kantons Alausí in der Provinz Chimborazo in Ecuador.
An diesem Felsen befindet sich das markanteste Teilstück der Zugverbindung von Riobamba (2754 m) über Alausí (2360 m) im Hochland der Anden nach Sibambe (1806 m) und weiter durch mehrere Klimazonen des Landes über Bucay (300 m) und Milagro nach Durán am Río Guayas gegenüber Guayaquil.

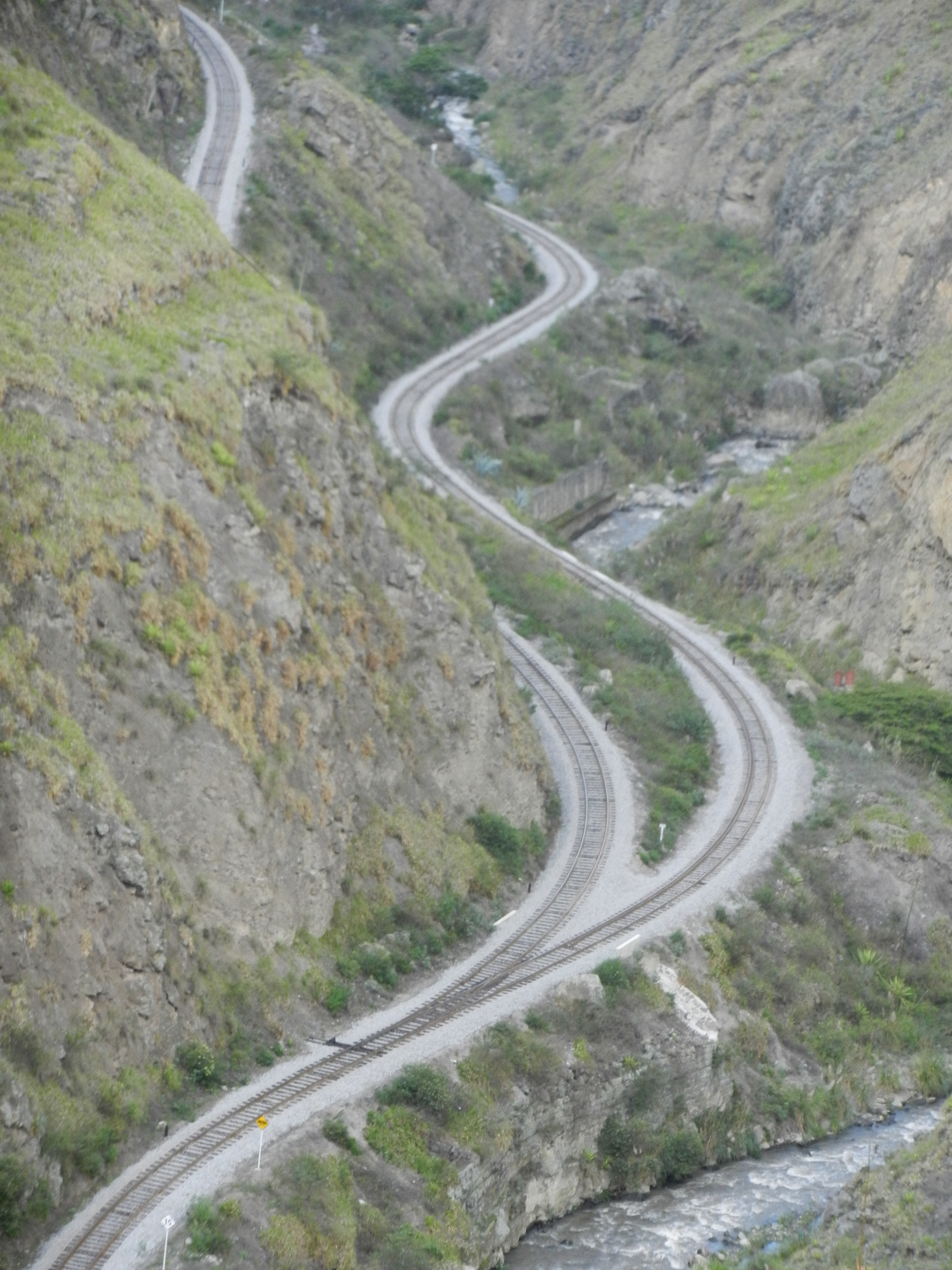
Blick auf die untere Spitzkehre

Um den Felsen zu überwinden, wurden die Gleise in der steilen Wand der Teufelsnase in engen Kurven um den Bergvorsprung herumgelegt und durch zwei Spitzkehren miteinander verbunden. Am Fuße des Berges im Tal des Río Chanchán liegt der Bahnhof Sibambe. Hier verzweigten sich die Strecken nach Durán und Cuenca (über Chunchi und Azogues). Nach Cuenca verkehrten bis 1995 sog. autoferros (Schienenbusse). Inzwischen gibt es einige touristische Einrichtungen wie Aussichtspunkte und Restaurants in der Nähe des Bahnhofs. Vom eigentlichen Dorf Sibambe (2450 m) ist der mehrere hundert Meter tiefer gelegene Bahnhof nur über einen langen und beschwerlichen Fußweg zu erreichen.
Die Strecke wurde zwischen 1899 und 1908 gebaut und galt damals als ein  Meisterwerk der Ingenieurskunst. Nach diversen Unterbrechungen durch extremes Wetter während des El Niño 1997/98 sowie der definitiven Unterbrechung der Strecke durch einen Erdrutsch rund 12 Kilometer südwestlich der Teufelsnase 1999 bei Huigra wurde der Zug für Touristen von Alausí aus noch bis unter die Teufelsnase zum Bahnhof Sibambe betrieben und dort gewendet. Nach dem Wiederaufbau und der kompletten Erneuerung der Trassen bis 2012 fuhren exklusive Züge seit 2013 wieder an mehreren Tagen von Quito bis nach Durán. Im Mai 2020 beschloss der ecuadorianische Präsident Lenín Moreno, mehrere öffentliche Unternehmen, darunter Ferrocarriles del Ecuador, aufgrund einer Finanzkrise zu schließen. Das Interesse einiger Investoren zur Reaktivierung des Zuges wurde für 2020 erwartet, eine Wiederinbetriebnahme blieb bisher jedoch aus. 
Die Zugfahrt auf den Dächern der Wagen war jahrzehntelang eine gewöhnliche Transportmöglichkeit und eine besondere Touristenattraktion, welche 2004 verboten wurde. Aufgrund der starken Nachfrage wurden stärker gesicherte Dachfahrten wieder möglich (siehe Bild). Nach einem tödlichen Unfall im Jahr 2007 wurden diese endgültig verboten.